# SCB-101 (программа ВМС США)

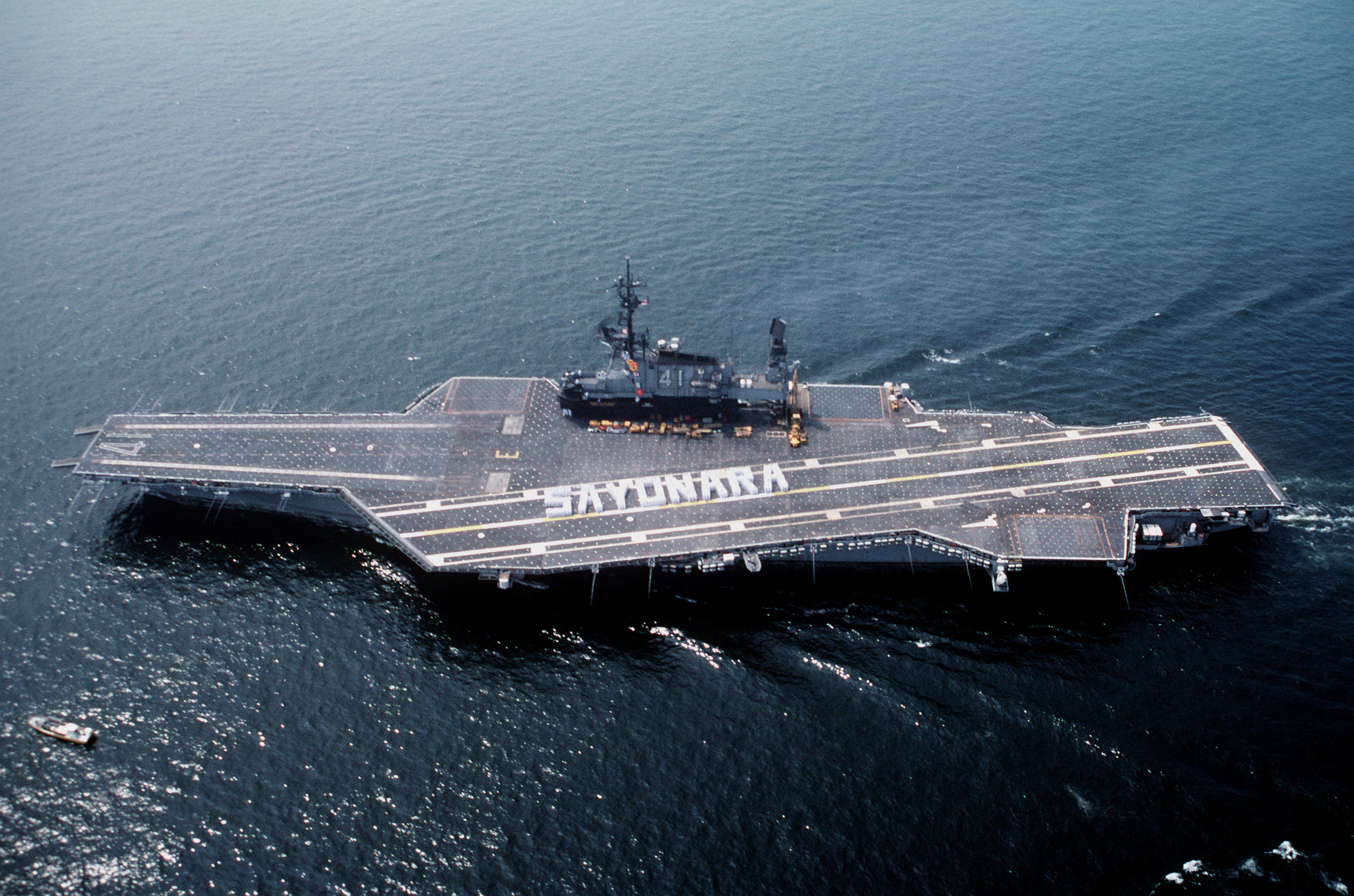
CV-41 «Мидуэй» после модернизации по проекту SCB-101 (1973)

SCB-101 — программа ВМС США по модернизации авианосцев типа «Мидуэй» (был модернизирован только головной корабль), которая проводилась с 1966 по 1970 год. Программа включала усиление и расширение палубы, замену катапульт и элеваторов, увеличение запасов авиатоплива и другие изменения по улучшению боеспособности и мореходности.
Программа известна также как SCB-101.66, где 66 — год начала модернизации единственного участвовавшего в программе авианосца CV-41 «Мидуэй». В 1968 году планировалась начать модернизацию авианосца CV-42 «Рузвельт» по проекту SCB-101.68, однако она была аннулирована из-за более чем двукратного превышения плановой стоимости при модернизации первого авианосца.

## История
В 1950-х годах масса самолётов, базировавшихся на американские авианосцы, постоянно увеличивалась. В 1961 году на вооружение поступил тяжёлый истребитель-бомбардировщик F-4 Phantom II. Чтобы разместить F-4 на авианосцах типа «Мидуэй», требовалась их значительная реконструкция: усиление и расширение полётной палубы, более мощные катапульты, аэрофинишёры и элеваторы.
Программа получила название SCB-101, проект модернизации первого авианосца, CV-41 «Мидуэй», начавшейся в 1966 году, известен как SCB-101.66.
В процессе модернизации три катапульты C-11 были заменены на более мощные С-13, все элеваторы перенесены к краю палубы, их грузоподъёмность увеличилась до 50 т, размеры — до 19,2 × 15,9 м. Объём цистерн для авиационного керосина достиг 4500 м³. Практически полностью была заменена электронная аппаратура, авианосец получил новую боевую информационную систему NTDS.
Проекты модернизации авианосцев типа «Мидуэй»
| Проект                                             | SCB-110                         | SCB-110A         | SCB-101.66     |
| -------------------------------------------------- | ------------------------------- | ---------------- | -------------- |
| Корабли                                            | CV-42 «Рузвельт» CV-41 «Мидуэй» | CV-43 «Корал Си» | CV-41 «Мидуэй» |
| Дата завершения модернизации                       | 06.04.1956 01.10.1958           | 25.01.1960       |                |
| Стоимость (без учёта электроники), $ млн.          | 40–48                           |                  | 202            |
| Водоизмещение, т: – порожнее – полное              | 44 950 63 500                   | 45 100 62 600    | 47 895 64 714  |
| Длина, м: – наибольшая – по ватерлинии             | 297,9 274,3                     | 298,0 274,3      | 297,8 275,8    |
| Ширина, м: – наибольшая – по ватерлинии            | 64,0 36,9                       | 70,4 36,9        | 78,8 36,9      |
| Осадка в полном грузу, м                           | 10,5                            | 10,6             | 10,8           |
| Длина угловой палубы, м                            | 161,8                           | 202,2            | 198,4          |
| Запас авиатоплива, т                               | 1017                            | 3500             | 3500           |
| Скорость полного хода, уз.                         | 29,5                            | –                | 29,7           |
| Экипаж (включая авиагруппу): – офицеров – матросов | 412 3648                        | 317 4058         | 360 4326       |

В результате модернизации «Мидуэй» получил возможность действовать новыми тяжёлыми самолётами, однако трудоёмкость и стоимость модернизации превысила все ожидаемые цифры. Авианосец находился на верфи Пьюджет-Саунд с февраля 1966 года по январь 1970 года. Затраты на реконструкцию значительно превысили плановые $84,3 млн. и составили $202 млн. В результате модернизация двух других кораблей серии была отменена.